# Nufăru, Tulcea
Nufăru (în trecut Prislava și Ada Marinescu) este satul de reședință al comunei cu același nume din județul Tulcea, Dobrogea, România.

## Istoric
Numele vechi al satului Nufăru a fost Prislav (purtat oficial până în 1950), apoi Ada Marinescu până în 1965.
Aici a fost cetatea Pereiaslaveț/Preslaveț ("Micul Preslav" în slavonă, numit prin comparație cu "marele" Preslav din Bulgaria).
Cucerit în anul 968 de cneazul vareg Sveinald  sau Sviatoslav in limba rusă, Micul Preslav a devenit timp de 3 ani capitala teritoriilor de la Dunăre ale lui Sveinald, celelalte teritorii de lângă Nipru fiind cedate fiilor. .Ioan Tzimiskes, împăratul Imperiului Roman de Răsărit a reocupat cetatea în 971 reintegrând-o în imperiu. Ruinele cetății sunt vizibile și astăzi.

## Legături externe
- Cetatea Proslavita – Nufaru Arhivat în 6 iunie 2020, la Wayback Machine.

1. ↑  Articles 	Campania împaratului Ioan Tzimiskes în Bulgaria din anul 971. Un model de solutionare a conflictelor pentru actualele superputeri [The War of 971 in Bulgaria: a Model of Conflict Resolution for Present Superpowers]
Madgearu, Alexandru. (2016) - In: Revista de historia militar vol. 119, 5/6 (2016) p. 1-6
2. ↑  John Skylitzes. A Synopsis Of Byzantine History (trans. By J. Wortley) ( 2010), pag.287